# Verteilnetzbetreiber
Ein Verteilnetzbetreiber (auch Verteilungsnetzbetreiber, Versorgungsnetzbetreiber, Netzbetreiber, Netzgesellschaft, in Deutschland nach dem Energiewirtschaftsgesetz (EnWG) und in Österreich nach dem Elektrizitätswirtschafts- und -organisationsgesetz (ElWOG) auch Verteilernetzbetreiber (VNB); englisch Distribution System Operator (DSO) oder  englisch Distribution Network Operator (DNO)) ist ein Unternehmen, das Strom-, bzw. Gasnetze zur Verteilung an Endverbraucher (private Haushalte und Kleinverbraucher) betreibt.
Der Verteilnetzbetreiber bezieht seinen Strom vom Übertragungsnetzbetreiber (ÜNB) bzw. sein Gas vom Fernleitungsnetzbetreiber (FNB).
Seit der Liberalisierung der Energieversorgung sind die Energieversorgungsunternehmen in der Regel nicht mehr zugleich auch die Netzbetreiber. Lediglich von kleinen Stadtwerken dürfen Netze ohne rechtliche Trennung vom Unternehmen betrieben werden. Stromvertrieb und Netzbetrieb müssen aber auch dort organisatorisch entflochten sein. Netze sind natürliche Monopole. Deshalb gibt es in jedem Netzgebiet nur einen Gas- bzw. Stromnetzbetreiber, der nicht vom Kunden frei gewählt werden kann. Trotz der Trennung von Versorger und Netzbetreiber können beide Teil des gleichen Energiekonzerns sein.
Technische Regeln für Verteilnetze sind in Normen (VDE, DVGW etc.) festgelegt. Betriebliche und vertragliche Regeln werden in Deutschland von der Bundesnetzagentur freigegeben und beaufsichtigt.

## Hintergrund
In der Strom- und Gaswirtschaft weisen Verteilnetze in der Regel einen hohen Grad an Vermaschung mit einer stark verästelten Struktur und relativ geringe Energieflüsse auf. Ihr Betrieb ist deshalb spezifisch, d. h. bezogen auf die verteilte Energiemenge, kostenintensiver als der Betrieb von Übertragungs- oder Ferngasnetzen.
Verteilnetzbetreiber müssen ihre Netze diskriminierungsfrei allen Letztverbrauchern, gleich- oder nachgelagerten Elektrizitäts- und Gasversorgungsnetzen sowie -leitungen, Ladepunkten für Elektromobile, Erzeugungs- und Speicheranlagen sowie Anlagen zur Speicherung elektrischer Energie gegen Nutzungsentgelt zur Verfügung stellen. Gemäß Energiewirtschaftsgesetz (EnWG) muss der Betrieb von Verteilnetzen ab einer bestimmten Größe durch eine rechtlich eigenständige Gesellschaft erfolgen (sog. Entflechtung, auch unbundling) und somit von der Handels- und Erzeugungsfunktion eines Energieversorgers abgespalten werden. Rechtlich besteht kein Anspruch (mehr), dass ein Verteilnetzbetreiber in einem bestimmten Gebiet ausschließlich Verteileranlagen betreibt. Oft betreiben die VNB auch die örtliche Straßenbeleuchtung.

## Verteilnetzbetreiber im Strommarkt
Ein Verteilnetzbetreiber unterhält Stromnetze auf den Netzebenen im Niederspannungs-, Mittelspannungs- und im Hochspannungsbereich zur regionalen Stromversorgung.
Ein Verteilnetzbetreiber ist somit dem Übertragungsnetzbetreiber (ÜNB; engl. Transmission System Operator (TSO)) nachgelagert, der Strom über große Entfernungen in Höchstspannungsnetzen überträgt. Er ist für den sicheren und zuverlässigen Betrieb der Netze in einem bestimmten Gebiet und für die Verbindung mit anderen Stromnetzen verantwortlich (in Deutschland soweit es sich um ein Energieversorgungsnetz der allgemeinen Versorgung nach § 3 Nr. 17 EnWG handelt).

## Verteilnetzbetreiber im Gasmarkt
Auch in der Gaswirtschaft bezeichnet VNB den Betreiber eines Netzes zur Endkundenversorgung.
In den Technischen Richtlinien Gasinstallation ist demgegenüber kurz vom Netzbetreiber (NB) die Rede.
Die Endabnehmer sind typischerweise überwiegend private Haushalte und Kleinverbraucher, die im Niederdruck bei ca. 23 mbar angeschlossen sind.
Das Transportnetz wird je nach Größe und räumlicher Ausdehnung des VNB mit einem Druck von typischerweise 4 bar, bei großen VNB bis zu 16 bar betrieben. Industriekunden und Kraftwerke können direkt im Mittel- oder Hochdrucknetz angeschlossen sein.
Das Gasnetz des Verteilnetzbetreibers ist dem des Fernleitungsnetzbetreibers (FNB) nachgelagert, der Gas mit hohem Druck von bis zu 100 bar über große Entfernungen transportiert. Mittelgroße Netzbetreiber werden je nachdem, ob der Schwerpunkt in der Verteilung von Gas an Endkunden oder im Transport von Gas zu nachgelagerten VNB liegt, auch als regionale VNB oder regionale FNB bezeichnet.

## Typologie der Betreiber
Verteilnetzbetreiber gehören typischerweise zu einem lokalen bzw. kommunalen Energieversorgungsunternehmen wie z. B. einem Stadtwerk, teilweise aber auch einem der großen Energiekonzerne, die solche Netze oft im Zuge von Privatisierungen erworben haben. In Deutschland planen im Rahmen der Rekommunalisierung einige Kommunen den Rückkauf der Strom- und Gasnetze. Da für den Betrieb eines Verteilnetzes nicht nur die Verfügungsgewalt über ein Netz, sondern auch eine Konzession zu dessen Betrieb notwendig ist, können Kommunen als Vergeber der Konzessionen beim Auslaufen bestehender Verträge ihren Einfluss nutzen, um eine Rückübereignung ehemals verkaufter Netze in die Wege zu leiten.
In Deutschland ist zurzeit größter Verteilnetzbetreiber die Westnetz GmbH. Andere siehe hier: Stromnetzbetreiber und Gasnetzbetreiber.

## Verbrauchsmessung
Der Verteilnetzbetreiber ist verantwortlich für das Aufnehmen der Zählerstände, sofern dies nicht ein unabhängiger Messstellenbetreiber (MSB) oder der von diesem beauftragte Messdienstleister (MDL) übernimmt. Die Daten werden jeweils an den Vertragspartner des Kunden zur Rechnungsstellung weitergeleitet.